# مانئن
مانئن (به ژاپنی: 万延 Man'en) نام عصر ژاپنی بعد از آنسی (دوره) و قبل از  بونکیو (دوره) بود. این دوره از مارس ۱۸۶۰ تا فوریه ۱۸۶۱ ادامه داشت. در این دوره امپراتور کومی امپراتور ژاپن بود.